# Licaria rodriguesii
Licaria rodriguesii är en lagerväxtart som beskrevs av H.Kurz. Licaria rodriguesii ingår i släktet Licaria och familjen lagerväxter. Inga underarter finns listade i Catalogue of Life.